# O Primeiro Verão
O Primeiro Verão é um filme português do género drama romântico, realizado e escrito por Adriano Mendes, que protagonizou Anabela Caetano. Estreou-se em Portugal a 9 de julho de 2015.

## Elenco
- Adriano Mendes como Miguel
- Anabela Caetano como Isabel
- Gracinda de Jesus
- Teresa Caetano
- Raquel Lopes

## Reconhecimentos
| Ano  | Prémios                                                      | Categorias                                                 | Destinatários e nomeados  | Resultado | Ref(s)        |
| ---- | ------------------------------------------------------------ | ---------------------------------------------------------- | ------------------------- | --------- | ------------- |
| 2014 | IndieLisboa                                                  | Prémio Novíssimos                                          | Adriano Mendes            | Venceu    | [ 5 ] [ 6 ]   |
| 2014 | IndieLisboa                                                  | Prémio TAP para Melhor Longa-Metragem Portuguesa de Ficção | Adriano Mendes            | Venceu    | [ 5 ] [ 6 ]   |
| 2014 | Prémios Figueira Film Art                                    | Melhor Actriz Principal                                    | Anabela Caetano           | Venceu    | [ 7 ] [ 8 ]   |
| 2014 | Caminhos do Cinema Português                                 | Prémio Revelação                                           | Adriano Mendes            | Venceu    | [ 9 ]         |
| 2014 | Festival de Cinema de Bogotá                                 | Prémio Círculo Pré-colombiano de Ouro por Melhor Filme     | Adriano Mendes            | Indicado  | [ 10 ]        |
| 2014 | Festival Internacional de Cinema de Moscovo                  | Europe Plus Europe (Selecção oficial, fora de competição)  | Adriano Mendes Zêzere     | Indicado  | [ 11 ] [ 12 ] |
| 2014 | Festival Internacional de Cinema de Xangai                   | Mostra Panorama (Espectro)                                 | Adriano Mendes            | Indicado  | [ 13 ]        |
| 2014 | Festival de Cinema de Bombaim                                | Above the Cut                                              | Adriano Mendes            | Indicado  | [ 14 ]        |
| 2014 | Festival Internacional de Cinema Mediterrâneo de Montpellier | Prémio do Público por Melhor Filme                         | Adriano Mendes            | Indicado  | [ 15 ]        |
| 2014 | Festival Overlook                                            | Prémio de Melhor Filme Europeu                             | Adriano Mendes            | Venceu    | [ 16 ] [ 17 ] |
| 2015 | Festival Internacional de Cinema do Canadá                   | Prémio Rising Star (Competição de Longa-metragem)          | Adriano Mendes            | Venceu    | [ 18 ]        |
| 2015 | Prémios CinEuphoria                                          | Melhor Fotografia                                          | Adriano Mendes Rui Mendes | Indicado  |               |